# Holiday Foreplay
Holiday Foreplay è un promo album degli L.A. Guns, uscito nel 1991 per l'Etichetta PolyGram.

## Tracce
1. Dirty Luv
2. Some Lie 4 Love (Live)
3. Rip And Tear
4. Sex Action
5. Holiday Greetings

## Formazione
- Phil Lewis - voce
- Tracii Guns - chitarra
- Mick Cripps - chitarra
- Kelly Nickels - basso
- Steve Riley - batteria